# Aventics
Az Aventics a pneumatikai komponensek és rendszerek, valamint az egyedi alkalmazások egyik piacvezető gyártója.

## AVENTICS csoport
A pneumatikai szakemberek az ipari automatizálás területére kínálnak termékeket és szolgáltatásokat, középpontba helyezve a haszongépjárművek, valamint az élelmiszeripari és vasúti járművek, az orvostudomány, az energetikai és a hajózási technológia területét. Az elektronika integrációjának, a korszerű anyagok felhasználásának és az olyan tendenciákra való összpontosításnak köszönhetően, mint a gépbiztonság és az Ipar 4.0, az AVENTICS a felhasználóbarát, intelligens megoldások úttörőjének számít.
Az AVENTICS több mint 150 éves pneumatikai tapasztalattal rendelkezik. A németországi (Laatzen), a franciaországi (Bonneville), a magyarországi (Eger), az egyesült államokbeli (Lexington) és a kínai (Csangcsou) gyártási telephelyek mellett az AVENTICS több mint 90 országban van jelen. Az AVENTICS csoport többféle tanúsítással is rendelkezik, mint pl. ISO 9001 és ISO/TS 16949 szerinti minőségbiztosítás, ISO 50001 szerinti energiagazdálkodási és ISO 14001 szerinti környezetközpontú irányítási tanúsítvány.

## AVENTICS Hungary Kft.

### Története
Az AVENTICS Hungary Kft. egri üzeme 2017-ben ünnepelte a pneumatika gyártás indulásának 50. évfordulóját: 1967-ben kötötte meg jogelődje, az egri Finomszerelvénygyár a svéd Mecman céggel, azt a nemzetközi szerződést, amely hosszú távon megalapozta iparág jelenlétét Magyarországon, azon belül Egerben. Ezt követően számos tulajdonosváltáson ment át a cég:
- Finomszerelvénygyár Eger (1967–1990)
- Mecman Eger Kft. – Rexroth Mecman Kft. - Mannesman Rexroth Kft. (1990–2000)
- Bosch Rexroth Pneumatika Kft. (2001–2004)
- Aventics Hungary Kft. (2014–)

## A gyárról
Az AVENTICS egri üzeme a cégcsoport legnagyobb gyáraként, több mint 20 ezerféle terméket kínál partnereinek. Pneumatikus, tehát sűrített levegővel működtetett hengerek és szelepek készülnek a gyárban, sokféle méretben és kivitelben. A termékek főként ipari gépépítő vállalkozások vásárolják, bonyolult gyártó- és szerelősorokba építik be számos iparágban, mint az autóipar, nyomdatechnika, csomagolástechnika, élelmiszeripar, hajózási rendszerek és vezérlések, szállítási rendszerek, fémmegmunkálás és textilipar.
A gyár járműipari jelenléte is egyre erősödik; a vasút és a hajózás mellett a haszongépjármű ipar számára is szállít pneumatikus egységeket, többek között a Volvónak, MAN-nak, Renaultnak, Scania, Daimlernek és az IVECO-nak is.
A termékek megbízhatóan működnek folyamatos igénybevétel, és akár extrém körülmények között is – így egészen különleges helyzetekben is alkalmazzák őket. Egerben fejlesztették ki például azt a speciális, víz alatt működő pneumatika hengert, amit az athéni olimpiai játékokon a kajakok indításánál alkalmaztak. A budapesti Nemzeti Színház mozgó színpadának pneumatikus rendszerei is a gyár termékei, de szállított már komponenseket a Csalagúthoz és a McLaren F1-es csapatának is.

## Emerson és Aventics
2018. július 17-én az Emerson bejelentette, hogy befejezte az Aventics felvásárlását, amely a gép- és gyárautomatizálási alkalmazásoknál használt intelligens pneumatika technológia egyik piacvezető gyártója. Az akvizíciónak köszönhetően az Emerson jelentős mértékben kiterjeszti hatókörét a 13 milliárd dolláros, bővülő fluidtechnikai piacon, és megszilárdítja az Emerson automatizálási technológiájának jelenlétét Európában.
Az Aventics kiválóan kiegészíti az Emerson kompetenciáját és megoldásait a kulcsfontosságú egyedi és hibrid automatizálási piacon, így hozva létre az egyik legszéleskörűbb fluidtechnikai és pneumatikai eszközportfóliót, amely magába foglalja az érzékelők és felügyeleti rendszerek kompetenciáját, annak érdekében, hogy növelje a rendelkezésre állási időt és a hatékonyságot, emelje a biztonságtechnológiai szintet és optimalizálja az energia felhasználást.

## Kapcsolódó programok
- Nemzetközi Aventics Pneumobil Verseny Archiválva 2017. november 7-i dátummal a Wayback Machine-ben
- Szoros kapcsolat (műszaki) felsőoktatási intézményekkel